# Schwaneburg (Friesoythe)
 Schwaneburg  ist ein Ortsteil der Stadt Friesoythe im niedersächsischen Landkreis Cloppenburg.

## Geografie und Verkehrsanbindung
Der Ort liegt nordöstlich des Kernortes Friesoythe direkt an der Kreisstraße K 297. Am westlichen Ortsrand fließt die Soeste. Westlich verlaufen der Küstenkanal und die B 72. 
Das 137 ha große Naturschutzgebiet (NSG) Schwaneburger Moor-Nord und das 68 ha große NSG Schwaneburger Moor liegen noch etwas weiter westlich.